# 品野町
品野町（しなのちょう）は、かつて愛知県東春日井郡にあった町である。
現在の瀬戸市の北東部に該当し、北、北東部は岐阜県と接する。
陶磁器（瀬戸焼）の産地である。

## 沿革
- 室町時代には、尾張国春日部郡「科野郷」として文献に名を残す[2]。
- 江戸時代には、尾張国春日井郡の尾張藩領水野代官所支配の上品野村・中品野村・下品野村となる[3]。
- 1880年（明治13年）2月5日 - 春日井郡が東春日井郡と西春日井郡に分割され、この地域は東春日井郡となる[4]。
- 1889年（明治22年）10月1日 - 市制・町村制施行
  - 沓掛村、下半田川村が合併し、掛川村となる[5]。
  - 下品野村と中品野村が合併し、下品野村となる[5]。
  - 上品野村、白岩村、片草村、上半田川村が合併し、上品野村となる[5]。
- 1906年（明治39年）7月16日 - 上品野村、下品野村、掛川村が合併し、品野村となる[6]。
- 1924年（大正13年）1月1日 - 町制施行し、品野町となる[3]。
- 1959年（昭和34年）4月1日 - 瀬戸市に編入される[7]。

## 経済
- 品野信用組合[注釈 1]

## 交通機関
- 国鉄バス岡多線（後の国鉄バス瀬戸北線 → ジェイアール東海バス瀬戸北線[注釈 2]）
  - 当町内に鉄道駅は存在しなかったが、玉野川を挟んだ対岸に、中央本線の定光寺駅が存在する。

## 神社・仏閣
- 定光寺

## 観光
- 岩巣山
- 三国山[注釈 3]
- 岩屋堂
- 初夏 品野祇園祭 毎年7月第三土曜日夕方開催（山車・神輿・踊り連が繰り出す）